# Brienne (Adelsgeschlecht)
Das Haus Brienne war eine Familie des Feudaladels der hochmittelalterlichen Champagne in Frankreich, deren namensgebende Stammburg bei der heutigen Gemeinde Brienne-le-Château im Département Aube lag. Besondere historische Prominenz hat diese Familie aufgrund ihrer generationenübergreifenden Beteiligung an den Kreuzzügen des 12. und 13. Jahrhunderts erlangt und hat einen König von Jerusalem und Kaiser von Konstantinopel hervorgebracht. Darüber hinaus stellten die Brienne drei Connétable von Frankreich und zwei Lord High Constable in England.

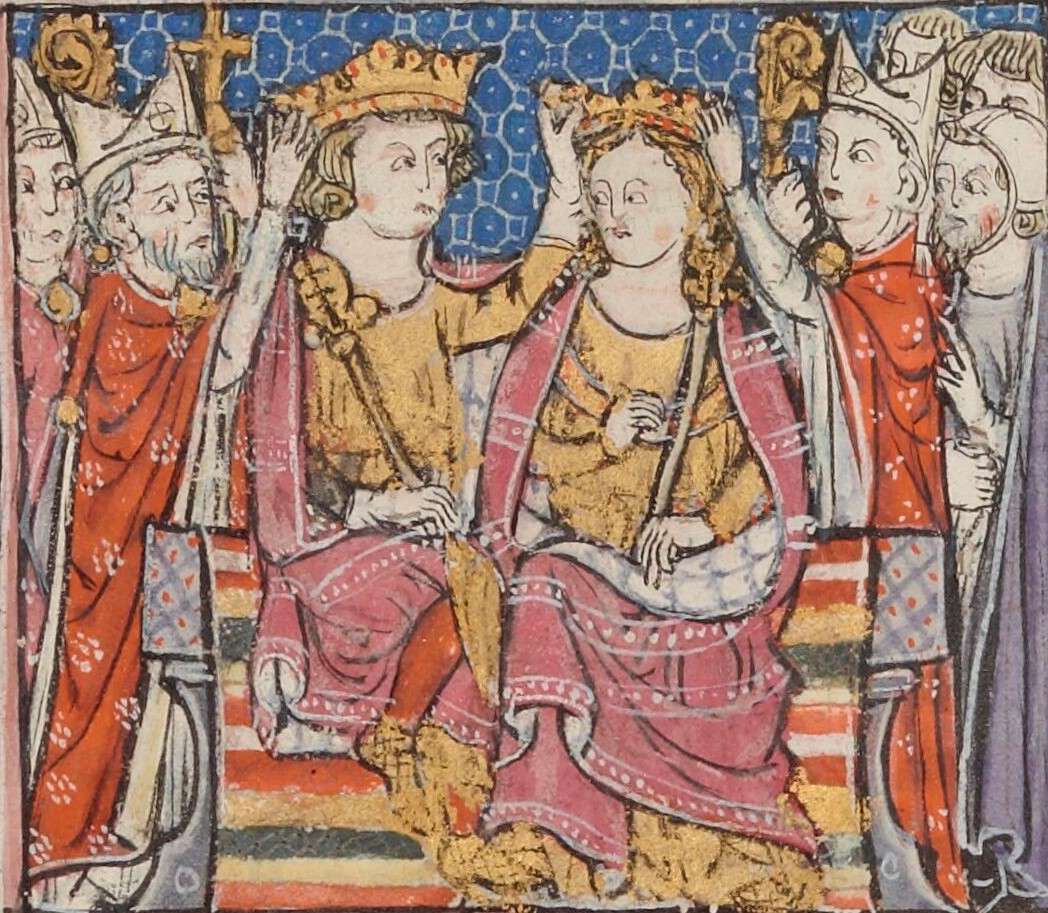
Johann von Brienne und Maria von Montferrat werden zu König und Königin von Jerusalem gekrönt. Darstellung aus einer Ausgabe der Historien Wilhelms von Tyrus, 13. Jahrhundert; Bibliothèque nationale de France, MS français 2824, fol. 186v.

## Geschichte
Die Ursprünge der Familie reichen bis in die Mitte des 10. Jahrhunderts zurück. Flodoard von Reims notierte in seinen Annalen für das Jahr 951 die Belagerung und Schleifung der Burg von Brienne durch König Ludwig IV. „den Überseeischen“, weil deren Herren, die Brüder Gotbert und Engelbert I., das Umland mit Raubzügen heimgesucht hatten. Offenbar ist es Engelbert I. in der Folgezeit gelungen, seine Burg wiederaufzubauen, da sie ihm und seinen Nachkommen weiter als Stammsitz diente, über deren Umland sie eine dauerhafte Herrschaft konsolidieren konnten. Eine Genealogie der frühsten Vertreter derer von Brienne ist mangels einer ausreichenden Dokumentation nur wage zu konstruieren. Offenbar hat bis in die erste Hälfte des 11. Jahrhunderts eine Abfolge von drei Personen namens Engelbert bestanden, von denen schon Engelbert I. den Grafentitel reklamiert hat. Erst ab Graf Walter I. in der Mitte des 11. Jahrhunderts ist eine Genealogie nachzuverfolgen.
Die Grafschaft Brienne war keine der großen Territorialherrschaften des feudalen mittelalterlichen Frankreichs. Sie hatte nicht einmal den gesamten alten fränkischen pagus Breonensis umfasst, sondern nur noch dessen südliche Hälfte entsprochen, etwa dem heutigen Kanton Brienne-le-Château. Das machtpolitische Gewicht des Grafenhauses war deshalb begrenzt und spätestens ab dem 11. Jahrhundert hatte es die lehnsrechtliche Oberhoheit der mächtigen Grafen der Champagne anerkennen müssen, deren Hauptresidenz Troyes etwa zwanzig Kilometer westlich von Brienne lag. Eine gewisse regionale Bedeutung hatte die Familie hauptsächlich durch ihre Versippung mit den ihnen benachbarten Familien erlangt, besonders die Herrenfamilie von Joinville war bis in das 13. Jahrhundert hinein eng mit ihr assoziiert.
Mit Graf Erhard I. († ca. 1114) hat die lange Kreuzfahrertradition der Familie begonnen, die nahezu für jede Feudalfamilie der Champagne charakteristisch war und für die besonders jene von Brienne prominent geworden ist. Nicht weniger als zwölf Familienmitglieder haben sich bis zum Ende des 13. Jahrhunderts aktiv an den Kreuzzügen beteiligt. Besondere Berühmtheit hatte dabei Johann von Brienne († 1237) erlangt, der 1210 als Nachgeborener und geringbegüteter Sohn der Familie als Ehemann für die Königin von Jerusalem ausgesucht und somit in die Herrschaft über dieses Kreuzfahrerkönigreich gesetzt wurde. Von 1218 bis 1221 hatte er den Kreuzzug von Damiette (fünfter Kreuzzug) angeführt und ist kurz vor seinem Lebensende für den lateinischen Kaiserthron in Konstantinopel erwählt wurden. Über seine Tochter, Königin Isabella II. († 1228), ist er zum Großvater der letzten Herrscher des Staufergeschlechts geworden.
Die Hauptlinie des Hauses Brienne ist 1360 mit Gräfin Isabella als deren letzte Vertreterin im Mannesstamm erloschen, die Grafschaft Brienne ist an ihre Erben aus dem Haus Enghien übergegangen. Von Johann von Brienne abstammende Nebenzweige haben sowohl in Frankreich als Grafen von Eu und Vizegrafen von Beaumont bis in das 14. und in England als Viscount Beaumont bis in das 16. Jahrhundert fortbestanden.

## Wappen
Die frühsten heraldischen Darstellungen des Hauses Brienne stammen aus dem 13. Jahrhundert und haben das Grundmotiv eines goldenen aufrechtstehenden Löwen auf blauem Schild (Bild 1). Diese Löwendarstellung erscheint erstmals auf einem Siegel Johanns von Brienne aus dem Jahr 1209. Auf Siegeln der gräflichen Hauptlinie erscheint dieses Motiv in der Folge ergänzt mit Schindeln (Bild 2), welches heute als Wappen der Commune Brienne-le-Château dient. Ein in Ramerupt niedergelassener Seitenzweig hatte seinen Schild gold-blau gestreift (Bild 3), während jener der Vizegrafen von Beaumont ihren Schild mit goldenen Fleur-de-Lys besetzt hatte (Bild 4). Letzteres findet heute Verwendung als Wappen der Commune Beaumont-sur-Sarthe.

Bild 1
Bild 2
Bild 3
Bild 4

Als in der zweiten Hälfte des 13. Jahrhunderts der englische Chronist Matthäus Paris seine Historia Anglorum illustrierte, hatte er die Nachricht vom Tod Johanns von Brienne mit der Darstellung eines auf den Kopf gestellten Wappens versehen, dass einen goldenen Fisch auf blauem Schild zeigt (Bild 5). Dabei ist ein Fischmotiv auf keinen der bekannten Siegel des Hauses Brienne je verwendet wurden.

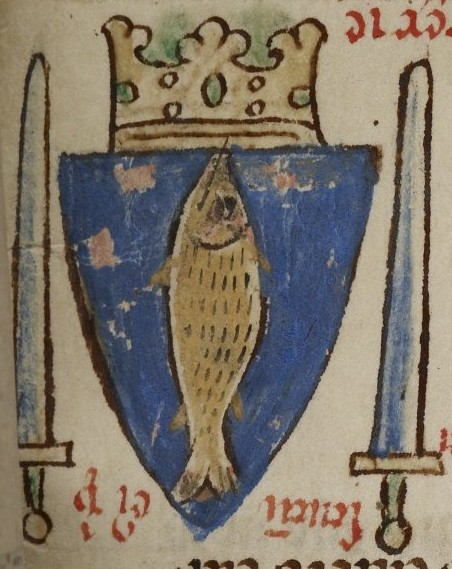
Bild 5; 180° gedreht

## Stammliste (Auszug)

### Die Herren von Brienne
- Engelbert I. (951 und 968 bezeugt)
- Engelbert II. († vor 1027/31) wohl dessen Sohn
- Engelbert III. († vor 1035) wohl dessen Sohn
- Walter I. von Brienne, 1035 Graf von Brienne, † vor 1089/90, dessen Sohn – Nachkommen siehe unten

### Die Grafen von Brienne und Bar-sur-Seine
1. Walter I. von Brienne, 1035 Graf von Brienne, † vor 1089/1090; ⚭Eustachie Gräfin von Bar-sur-Seine, Tochter von Milon IV. (I.) Graf von Tonnerre und Bar-sur-Seine – Vorfahren siehe oben
  1. Érard I., † 1114/25, vor 1095 Graf von Brienne,
    1. Walter II., † vor 1161, Graf von Brienne, Herr von Ramerupt
      1. Érard II., † 1190/1191, 1161 Graf von Brienne
        1. Walter III., † 1205, 1192 Graf von Brienne, Thronprätendent von Sizilien, Fürst von Tarent; ⚭ 1200 Elvira von Lecce, † nach 1216, Tochter von Tankred von Lecce, König von Sizilien (Hauteville)
          1. Margarete von Brienne, Geliebte des Kaisers Friedrich II. (Staufer)
          2. Walter IV., † ermordet 1244/47, um 1210 Graf von Brienne, 1221/24 Graf von Jaffa; ⚭ Maria von Zypern, Tochter des Königs Hugo I. (Haus Lusignan)
            1. Johann I., Graf von Brienne, † 1260/1261
            2. Hugo, † 1296, Graf von Brienne, 1269 Graf von Lecce, 1289 Herr von Conversano
              1. Walter V., Graf von Brienne und Lecce, 1308 Herzog von Athen, X 1311; ⚭ Johanna von Châtillon, † 1354, Tochter von Walter V. von Châtillon, Graf von Porcien, Connétable von Frankreich (Haus Châtillon)
                1. Walter VI., Graf von Brienne und Lecce, Graf von Conversano, Herr von Florenz, Titularherzog von Athen, Connétable von Frankreich, X 1356; ⚭ I Margarete von Sizilien, Tochter von Fürst Philipp I. von Tarent; ⚭ II 1342/43 Johanna von Brienne, Tochter von Rudolf III., Graf von Eu
                2. Isabella, 1356 Gräfin von Brienne, Lecce und Conversano, Herrin von Ramerupt, † 1360; ⚭ Walter III. von Enghien, † 1345 (Haus Enghien)

              2. Agnes; ⚭ Johann II., Graf von Joigny (Haus Joigny)
              3. Johanna, ⚭ Niccolo I. Sanudo, Herzog von Naxos, † 1341

        2. Wilhelm, † vor 1200; ⚭ Eustachia von Courtenay, Tochter von Peter I. (Haus Frankreich-Courtenay)
        3. Johann von Brienne, † 1237, König von Jerusalem, Kaiser von Konstantinopel; ⚭ Maria von Montferrat, Königin von Jerusalem, † 1212; ⚭ II Stephanie von Armenien; ⚭ III Berenguela von Kastilien, Tochter von Alfons IX. König von León, und Berenguela von Kastilien – Nachkommen siehe unten

      2. Andreas, Herr von Ramerupt, – Nachkommen

  2. Milon II., Graf von Bar-sur-Seine, † vor 1126
    1. Guido, Graf von Bar-sur-Seine
      1. Milon III., † 1151, Graf von Bar-sur-Seine
        1. Pétronille, 1168 Gräfin von Bar-sur-Seine; ⚭ 1168 Hugo IV. von Le Puiset, Vizegraf von Chartres, † 1189 (Haus Le Puiset)

      2. Manasses, † 1193, 1164 Graf von Bar-sur-Seine, 1179/1193 Bischof von Langres
      3. Theobald, 1169 Graf von Bar-sur-Seine
      4. Ermesinde; ⚭ II 1189, geschieden um 1195, Theobald I., 1191 Graf von Bar-sur-Aube, 1198 Graf von Luxemburg, † 1214

    2. Rainald, † 16. Dezember 1150, Abt von Cîteaux

### Die Grafen von Eu
1. Johann von Brienne, König von Jerusalem, Kaiser von Konstantinopel; ⚭ Maria von Montferrat, Königin von Jerusalem, † 1212; ⚭ II Stephanie von Armenien; ⚭ III Berengaria von León, Tochter von Alfons IX. König von León und Berenguela von Kastilien – Vorfahren siehe oben
  1. (I) Jolande/Isabella II., Königin von Jerusalem, † 1228; ⚭ Friedrich II., deutscher Kaiser, † 1250
  2. (II) Johann, Kronprinz von Armenien, † 1220
  3. (III) Maria, † 1275, Regentin von Konstantinopel; ⚭ Balduin II., Lateinischer Kaiser von Konstantinopel, † 1273
  4. (III) Alfons von Akko, Graf von Eu, † 1270, Großkämmerer von Frankreich; ⚭ Marie de Lusignan, Gräfin von Eu, † 1260, Tochter des Grafen Rudolf (Raoul) von Eu und Gûines
    1. Johann II., † 1294, Graf von Eu; ⚭ Beatrix von Châtillon, Tochter von Guido II., Graf von Saint-Pol (Haus Châtillon)
      1. Johann III., X 1302 in der Sporenschlacht, Graf von Eu und Guînes; ⚭ Johanna, Gräfin von Guînes, † 1332, Tochter von Graf Balduin (Haus Gent)
        1. Raoul I., † 1344, Graf von Eu und Guînes, 1327 Connétable von Frankreich, 1331 Gouverneur des Languedoc
          1. Raoul II., † 1350, Graf von Eu und Guînes, 1344 Connétable von Frankreich
          2. Johanna, † 1389, Dame de Château-Chinon; ⚭ I Walter VI., Graf von Brienne, Lecce und Conversano, † 1356; ⚭ II Ludwig von Évreux, Graf von Étampes, Pair von Frankreich, † 1400

    2. Blanche, † vor 1328, 1309 Äbtissin von Maubuisson

  5. (III) Ludwig von Akko, † nach 1297, Vizegraf von Beaumont-au-Maine; ⚭ Agnes, Vizegräfin von Beaumont, † nach 1304, Tochter des Vizegrafen Raoul VIII. – Nachkommen siehe unten
  6. (III) Johann von Akko, † 1296, 1258–94 Bouteiller de France; ⚭ Marie de Coucy, Tochter von Enguerrand III. de Coucy (Haus Boves), Witwe von Alexander II., König von Schottland (Haus Dunkeld); ⚭ Jeanne de Châteaudun, Dame de Château-du-Loir, Tochter von Geoffroy VI. Vicomte de Châteaudun (Haus Châteaudun)

### Die Vizegrafen von Beaumont in Frankreich und England
1. Ludwig von Akko, † nach 1297, Vizegraf von Beaumont-au-Maine; ⚭ Agnes, Vizegräfin von Beaumont, † nach 1304, Tochter des Vizegrafen Raoul VIII. – Vorfahren siehe oben
  1. Johann, † 1306
    1. Robert, † 1327, Vizegraf von Beaumont
      1. Johann, † vor 1355, Vizegraf von Beaumont
        1. Marie, † 1372, Dame de Beaumont; ⚭ Guillaume de Chamaillart, † 1391
          1. Marie de Chamaillart, † 1425; ⚭ Peter II., Graf von Alençon, erbt die Vizegrafschaft Beaumont

        2. Ludwig II., Vizegraf von Beaumont, † 1364

  2. Ludwig † 1333, Bischof von Durham
  3. Margarete, † 1328; ⚭ Bohemund IV., Graf von Tripolis 1257/1287
  4. Johanna, † 1323; ⚭ Guy VII. de Laval, Graf von Caserta, † 1295 (Haus Montmorency)
  5. Isabel, † 1323; ⚭ John de Vescy
  6. Henry de Beaumont, † 1340, 1. Baron Beaumont; ⚭ Alice Comyn, † 1349, Tochter von Alexander Comyn, Sheriff von Aberdeen und NN (wohl Joan Le Latimer), Nichte und Erbin von John Comyn, Earl of Buchan
    1. John de Beaumont, † 1342, 2. Baron Beaumont; ⚭ Eleanor of Lancaster, † 1372, Tochter von Henry Plantagenet, 3. Earl of Lancaster, und Maud de Chaworth
      1. Henry de Beaumont, 3. Baron Beaumont † 1369; ⚭ Margaret de Vere, † 1398, Tochter von John de Vere, 7. Earl of Oxford
        1. John Beaumont, 4. Baron Beaumont, † 1396; ⚭ Katherine Everingham
          1. Elizabeth Beaumont, † 1415
          2. Richard Beaumont
          3. Eleanor Beaumont
          4. Margaret Beaumont
          5. Henry Beaumont, † 1413, 5. Baron Beaumont
            1. John Beaumont, † X 1460, 6. Baron Beaumont, 1436 Graf von Boulogne, 1440 1. Viscount Beaumont, 1445/50 Konstabler von England, 1450 Great Chambelain; ⚭ II Katherine Neville, † nach 1483, Tochter von Ralph Neville, 1. Earl of Westmorland, und Joan Beaufort, Bâtarde d’Angleterre, Witwe von John Mowbray, 2. Herzog von Norfolk
              1. (I) Joan Beaumont, † 1466
              2. (I) Henry Beaumont, † vor 1460
              3. (I) William Beaumont, † 1507, 2. Viscount Beaumont, 7. Lord Beaumont; ⚭ Joan Stafford, † nach 1491, Tochter von Humphrey Stafford, 1. Duke of Buckingham

          6. Thomas Beaumont, Herr von Basqueville, † 1457

    2. Isabel de Beaumont († 1356), ⚭ 1330 Henry of Grosmont, 1. Duke of Lancaster